# مورتون برودي
مورتون هارون برودي (بالإنجليزية: Morton Aaron Brody)‏ هو محامي وقاضي أمريكي، ولد في 12 يونيو 1933 في لويستون في الولايات المتحدة، وتوفي في 25 مارس 2000 في بوسطن في الولايات المتحدة.